# SN 2009jz
SN 2009jz – supernowa typu Ia-pec odkryta 18 października 2009 roku w galaktyce E159-G23. W momencie odkrycia miała maksymalną jasność 17,00m.